# Pohádky ovčí babičky
Pohádky ovčí babičky je československý animovaný televizní seriál z roku 1966 vysílaný v rámci Večerníčku. Autorkou předlohy byla scenáristka Dagmar Spanlangová. Bohumil Šiška dodal výtvarné návrhy, kterým dal „život“ režisér Václav Bedřich za pomoci kameramanů Emila Strakoně, Zdenky Hajdové, Evy Kargerové a Jaroslavy Zimové. Pohádky namluvila Jiřina Bohdalová. Bylo natočeno celkem 13 dílů po 8 minutách, všechny černobílé.
Ovčí babička při pletení dlouhé punčochy vypráví různé ovčí pohádky.

## Seznam dílů
1. O chytrém beránkovi (ovčí babička ji uvádí jako: O hloupém vlku a ještě hloupějším beránkovi) - 4. září 1966
2. O tom strašidelném hrádku - 11. září 1966
3. O jedné pirátské bitvě - 25. února 1968
4. O tom, proč se usmívá měsíček - 3. března 1968
5. O tom, jak beránek ošidil loupežníky - 10. března 1968
6. O tom velkém vlčím vystřelení - 9. listopadu 1969
7. Jak vlci sami sobě vykopali jámu - 16. listopadu 1969
8. O tom vlčím zápolení - 23. listopadu 1969
9. O tom vlčím tancování - 30. listopadu 1969
10. O těch vlčích nástrahách - 7. prosince 1969
11. Kterak měl beránek vlčí mhu - 24. prosince 1969
12. O té vlčí válce - 21. prosince 1969
13. O vlčích vánocích - 24. prosince 1969